# Алакози
Алакози́ (каз. Алақозы) — село у складі Шалкарського району Актюбінської області Казахстану. Входить до складу сільського округу імені Єсета Котібарова.
Населення —  (2021; 101 у 2009, 254 у 1999,  у 1989).